# 516 Amherstia
516 Amherstia eller 1903 MG är en asteroid i huvudbältet, som upptäcktes den 20 september 1903 av den amerikanske astronomen Raymond Smith Dugan vid observatoriet i Heidelberg. Den är uppkallad efter Amherst College i Amherst, Massachusetts.
Asteroiden har en diameter på ungefär 65 kilometer.